# Andreas Umland

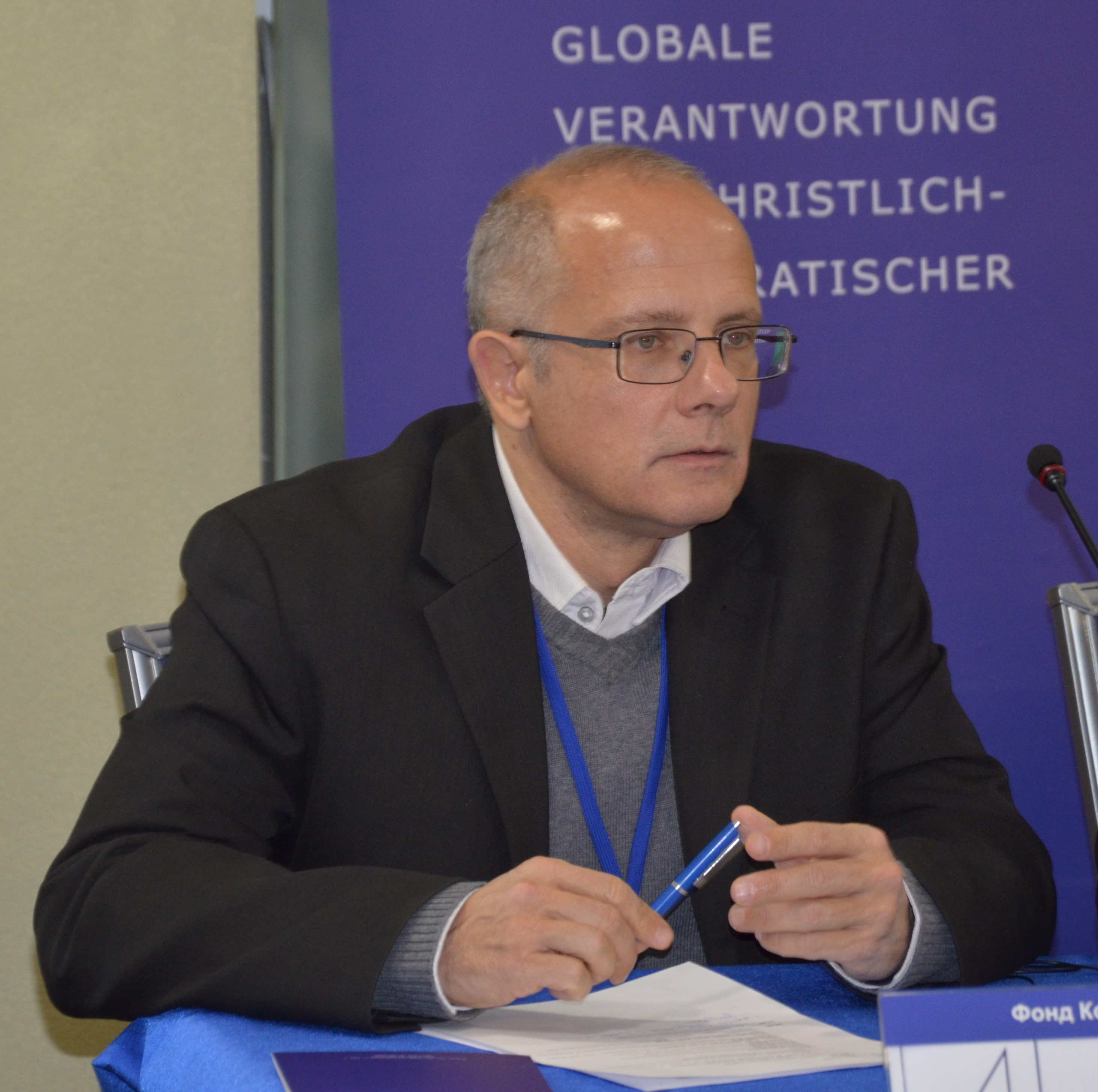
Andreas Umland (2017)

Andreas Umland (* 1967 in Jena) ist ein deutscher Politikwissenschaftler, Publizist und Osteuropa-Experte. Er ist Gründer und Redakteur der Buchreihe „Soviet and Post-Soviet Politics and Society“ des ibidem-Verlags (Stuttgart & Hannover) und wissenschaftlicher Mitarbeiter am Institut für Euro-Atlantische Kooperation Kiew. Seit Juli 2020 arbeitet er von Kiew aus als wissenschaftlicher Mitarbeiter des Stockholmer Zentrums für Osteuropastudien/Stockholm Centre for Eastern European Studies (SCEEUS) des Schwedischen Instituts für Internationale Angelegenheiten/Swedish Institute of International Affairs (UI).

## Leben
Andreas Umland ist Sohn einer russischen Mutter und eines deutschen Vaters. Er besuchte die Erweiterte Oberschule „Erich Weinert“ (EWOS) in Wiesenburg/Mark, eine Spezialschule für zukünftige Russischlehrer. Nach dem Abitur 1985 studierte er russische Sprache und Geschichte sowie Politikwissenschaft an der Karl-Marx-Universität Leipzig. Er erwarb dort im Jahr 1990 den Abschluss als staatlich geprüfter Übersetzer. Nach der Wende in der DDR setzte er sein Studium im Ausland fort. In Oxford am St Cross College machte er im Jahr 1994 den M. Phil., in Stanford 1997 den A. M. in Political Science mit Schwerpunkt Transitionsforschung als Stipendiat der Friedrich-Ebert-Stiftung und Studienstiftung des deutschen Volkes (ERP-Programm). Im Jahr 1997 schloss er zugleich an der Freien Universität Berlin sein Studium als Diplom-Politologe ab. 1998 promovierte er in Geschichtswissenschaft an der Freien Universität Berlin mit einer Arbeit zum Aufstieg Wladimir Schirinowskis in der russischen Politik. Im Jahr 2007 erwarb er einen Ph. D. in Politics der University of Cambridge (Trinity College) mit einer Arbeit zur postsowjetischen russischen Gesellschaft.
In den Jahren 1997 bis 1999 war er NATO Fellow an der Hoover Institution on War, Revolution and Peace, Palo Alto, Kalifornien. 1999–2001 und 2002–2003 war er als Fachlektor der Robert Bosch Stiftung tätig an der Universität Jekaterinburg und an der ukrainischen Nationalen Universität Kyjiv-Mohyla-Akademie. 2001–2002 war er Thyssen Fellow am Weatherhead Center for International Affairs sowie Research Associate am Davis Center for Russian Studies der Harvard University. Von Januar bis Dezember 2004 war er Vertretungsdozent für russische und Osteuropastudien an der University of Oxford (St Antony’s College). 2005–2008 war er DAAD-Lektor am Institut für Internationale Beziehungen der Nationalen Taras-Schewtschenko-Universität in Kyjiv. 2008–2010 war er Akademischer Rat am Lehrstuhl für Mittel- und Osteuropäische Geschichte der Katholischen Universität Eichstätt-Ingolstadt. 2010–2014 lehrte er als DAAD-Fachlektor und Dozent des Lehrstuhls für Politikwissenschaft im Masterprogramm für Deutschland- und Europastudien an der Kyjiv-Mohyla-Akademie. Seit 2014 ist er Principal Researcher am Institut für Euro-Atlantische Kooperation in Kyjiv. Seit 2019 ist er Senior Nonresident Fellow am Institut für internationale Beziehungen in Prag.

## Mitgliedschaften
Umland war Mitglied im Deutsch-Ukrainischen Forum und Blogger beim Onlineportal der ukrainischen Wochenzeitschrift Korrespondent. Er ist Mitherausgeber des „Forums für osteuropäische Ideen- und Zeitgeschichte“.
Außerdem ist er Mitglied des wissenschaftlichen Beirates des Europa-Ausschusses des ukrainischen Parlaments.

## Herausgeber
Umland ist Gründer und Redakteur der Buchreihe Soviet and Post-Soviet Politics and Society und Mitherausgeber des elektronischen Newsletters The Russian Nationalism Bulletin.

## Positionen
Umland schrieb während der Krise in der Ukraine 2014, dass sich in der Politik des Präsidenten Wladimir Putin „schon eher einzelne Ideen und Praktiken [finden], die an die Politik des Dritten Reiches erinnern“ – im Vergleich zur von Russland undifferenziert als Faschismus bezeichneten Politik in der Ukraine.  Im Dezember 2014 initiierte er den Gegenaufruf von hundert Osteuropaexperten „für eine realitätsbasierte statt illusionsgeleitete Russlandpolitik“, in dem der Appell für eine andere Russlandpolitik kritisiert wurde.
In seinen „Politisch-ethischen Anmerkungen zu einer Kontroverse über Putins Russland“ fasste Bernhard Sutor eine Kontroverse zwischen Umland und seinen Kritikern zusammen: Umland vertrat mit Leonid Luks den Standpunkt, „die Periode Putin stelle für Russland eine vertane Chance dar, da in ihr die positiven Elemente von Demokratie und Pluralismus aus der Jelzin-Ära weitgehend beseitigt worden seien“. Dem widersprachen Kai Ehlers, Wladislaw Below, Alexander Rahr, Rudolf Maresch und andere. Die Ära Jelzin sei keineswegs so positiv, die Putins nicht so negativ zu sehen wie bei Umland. Zum anderen dürfe man die Entwicklung in Russland nicht einseitig mit westlich-liberalen Maßstäben messen, müsse vielmehr vielfältige sozio-kulturelle und geschichtliche Umstände berücksichtigen. Bernhard Sutor kommt zu dem vorsichtigen Schluss, die Lage sei eher grau statt schwarz oder weiß: „Zum einen hängt die Entwicklung Russlands zu einem offeneren, pluralistisch-demokratischen System auch vom Maß politischer Klugheit ab, mit der westliche Politik (EU, NATO, USA) die gegenseitigen Beziehungen positiv zu gestalten versucht.“ () Zum anderen, referiert Sutor, sei Demokratie in sehr unterschiedlichen Formen realisierbar, „die den spezifischen Verhältnissen je einzelner Länder Rechnung tragen können“. Umland insistiere aber ebenso wenig wie andere auf einer spezifischen Form von Demokratie. Lediglich Maresch kritisiere die westliche Wertebasis in Umlands Ansatz als solche, indem er für „politischen Realismus“ gegen eine „politische Theologie der Menschenrechte“ plädiere und die Frage stelle, ob nicht überhaupt die liberale Demokratie ein Auslaufmodell sei.
In einem Beitrag für The National Interest im Jahr 2016 argumentierte Umland, die militärischen Provokationen Russlands gegen die NATO seien eine Propagandastrategie, um von wirtschaftlicher Schwäche und der Ausbeutung des eigenen Volkes abzulenken. Im Jahr 2018 sagte er das mittelfristige Ende des kleptokratischen Regimes voraus und begründete dies mit dem Kapitalbedarf des korrupten Systems und der Ungewissheit für die Beteiligten zum richtigen Verhalten (vor Augen geführt im Falle von Alexei Uljukajew). Der Westen müsse zu jenem Zeitpunkt bereit sein für eine Hinwendung Russlands zum Westen.
Die „Alexander Gortschakow-Stiftung für öffentliche Demokratie“ ist Umland zufolge „wenig mehr als eine Frontorganisation des Kremls“.

## Publikationen

### Bücher
- John Andreas Fuchs, Andreas Umland, Jürgen Zarusky (Hrsg.): Brücken bauen – Analysen und Betrachtungen zwischen Ost und West: Festschrift für Leonid Luks zum 65. Geburtstag. Ibidem-Verlag, Stuttgart 2012, ISBN 978-3-8382-0353-9.
- Andreas Umland (Hrsg.): The Nature of Russian „Neo-Eurasianism“: Approaches to Aleksandr Dugin's Post-Soviet Movement of Radical Anti-Americanism. (= Russian Politics and Law. 47,1). M. E. Sharpe, Armonk, NY 2009, OCLC 705648236.
- Andreas Umland (Hrsg.): Theorizing Post-Soviet Russia’s Extreme Right: Comparative Political, Historical and Sociological Approaches. (= Russian Politics and Law. 46,4). M. E. Sharpe, Armonk, NY 2008, OCLC 645284519.
- Ingmar Bredies, Andreas Umland, Valentin Yakushik (Hrsg.): Aspects of the Orange Revolution III: The context and dynamics of the 2004 Ukrainian presidential elections. (= Soviet and Post-Soviet politics and society. 65). Ibidem-Verlag, Stuttgart 2007, ISBN 978-3-89821-803-0.
- Ingmar Bredies, Andreas Umland, Valentin Yakushik (Hrsg.): Aspects of the Orange Revolution IV: Foreign assistance and civic action in the 2004 Ukrainian presidential elections. (= Soviet and post-Soviet politics and society. 66). Ibidem-Verlag, Stuttgart 2007, ISBN 978-3-89821-808-5.
- Ingmar Bredies, Andreas Umland, Valentin Yakushik (Hrsg.): Aspects of the Orange Revolution V: Institutional observation reports on the 2004 Ukrainian presidential elections. (= Soviet and post-Soviet politics and society. 67). Ibidem-Verlag, Stuttgart 2007, ISBN 978-3-89821-809-2.
- Matthias Bürgel, Andreas Umland (Hrsg.): Geistes- und sozialwissenschaftliche Hochschullehre in Osteuropa III: Transformation und Stagnation an postsowjetischen Universitäten. Mit einem Geleitwort von Michael Daxner. Lang, Frankfurt am Main u. a. 2007, ISBN 978-3-631-57135-4.
- Roger Griffin, Werner Loh, Andreas Umland (Hrsg.): Fascism Past and Present, West and East: An International Debate on Concepts and Cases in the Comparative Study of the Extreme Right; with an afterword by Walter Laqueur. (= Soviet and Post-Soviet politics and society. 35). Ibidem-Verlag, Stuttgart 2006, ISBN 3-89821-674-8. (academia.edu)
- Thomas Keith, Andreas Umland (Hrsg.): Geistes- und sozialwissenschaftliche Hochschullehre in Osteuropa II: Deutsche und österreichische Impressionen zur Germanistik und Geschichtswissenschaft nach 1990. mit einem Geleitwort von Gregor Berghorn. Lang, Frankfurt am Main u. a. 2006, ISBN 3-631-54711-0.
- Andreas Umland (Hrsg.): Geistes- und sozialwissenschaftliche Hochschullehre in Osteuropa I: Eindrücke, Erfahrungen und Analysen deutscher Gastlektoren. Lang, Frankfurt am Main u. a. 2005, ISBN 3-631-52801-9.

### Artikel
- mit Valentyna Romanova: Ukraine's Early Decentralization Attempts. In: Soviet and Post-Soviet Politics and Society. 2024 (ssrn.com).
- mit Julia Kazodobina und Jakob Hedenskog: Why the Donbas War Was Never “Civil”. SCEEUS Report No. 6. Stockholm Centre for Eastern European Studies, 12. April 2024.
- Post-Soviet Ukrainian Radical Sovereigntism in Comparative Perspective: Ultranationalist Parties and Ethnocentric Uncivil Society. In: Ideology and Politics Journal. 2021, doi:10.36169/2227-6068.2021.01.00010 (russisch).
- mit Yuliya Yurchuk: A Debate on Ustashism, generic Fascism, and the OUN I. In: Journal of Soviet and Post-Soviet Politics and Society. Band 7, Nr. 1, 2021.
- A Debate on “Ustashism,” Generic Fascism, and the OUN I. In: Journal of Soviet and Post-Soviet Politics and Society. Band 7, Nr. 1, 2021 (academia.edu).
- The Far Right in Pre- and Post-Euromaidan Ukraine: From Ultra-Nationalist Party Politics to Ethno-Centric Uncivil Society. In: Demokratizatsiya: The Journal of Post-Soviet Democratization. Band 28, Nr. 2, 2020, S. 247–268 (englisch, academia.edu).
- mit Yuliya Yurchuk: The Organization of Ukrainian Nationalists and European Fascism During World War II. In: Journal of Soviet and Post-Soviet Politics and Society. Band 6, Nr. 1, 2020, S. 181–204 (ssrn.com [PDF]).
- The Ukrainian Government’s Memory Institute Against the West. In: IndaStra. Band 2017, Nr. 03, 2017 (indrastra.com).
- Die Ukraine, der Atomwaffensperrvertrag und wir. In: Ukraine-Nachrichten. 2. August 2015; siehe auch Eigene Atomwaffen? Lieber behalten! Frankfurter Allgemeine Zeitung, 2. August 2015.
- Der Westen muss die Ukraine retten. In: Zeit Online. 16. Juli 2014.
- Starting Post-Soviet Ukrainian Right-Wing Extremism Studies from Scratch. Guest Editor's Introduction. In: Russian Politics & Law. Band 51, Nr. 5, 2013, S. 3–10, doi:10.2753/RUP1061-1940510500 (academia.edu).
- Weißer Fleck. Die Ukraine in der deutschen Öffentlichkeit. In: Osteuropa. 6–8/2012, S. 127–133.
- Die heutige deutsche Ukrainepolitik in ihrem zeithistorischen und geostrategischen Kontext: Erwägungen zu einer Neuorientierung des Engagements Berlins im östlichen Europa. In: Forum für osteuropäische Ideen- und Zeitgeschichte. Band 16, Nr. 2, 2012, S. 231–266 (researchgate.net).
- Russischer Nationalismus und der postsowjetische politische Diskurs. In: ZAG: Antirassistische Zeitschrift. Bd. 54, 2009, S. 10–12.
- „Neoeurasismus“ und Antiamerikanismus als Grundbestandteile des außenpolitischen Denkens in Russland. In: Russland-Analysen. Bd. 174, 28. November 2008, S. 11–14.
- Voices from Afar: Cold War II? In: National interest online. 16. Januar 2008.
- Das postsowjetische Russland zwischen Demokratie und Autoritarismus. In: Eurasisches Magazin. Heft 11, 2008, S. 14–21.
- Russian Ultranationalist Party-Politics and „Uncivil Society“. In: Magisterium: Politychni studii. (Kyiv Mohyla Academy). Bd. 31, 2008, S. 30–39.
- Rechtsextremes Engagement jenseits von Parteien: Vorkriegsdeutschland und Russland im Vergleich. In: Neue soziale Bewegungen: Forschungsjournal. Bd. 21, Heft 4, 2008, ISSN 0933-9361, S. 63–67.
- Conceptual and Contextual Problems in the Interpretation of Contemporary Russian Ultranationalism. In: Russian politics and law. Bd. 46, Heft 4, 2008, ISSN 1061-1940, S. 6–30.
- Zhirinovsky's „Last Thrust to the South“ and the Definition of Fascism. In: Russian politics and law. Bd. 46, Heft 4, 2008, ISSN 1061-1940, S. 31–46.
- Much Ado About Nothing: die Normalisierung der ukrainischen Politik und die Parlamentskrise 2008. In: Ukraine-Analysen. Bd. 43, 2008, S. 2–3.
- Die andere Anomalie der Ukraine: ein Parlament ohne rechtsradikale Fraktionen. In: Ukraine-Analysen. Bd. 41, 2008, S. 7–10.
- Gastbeitrag auf  zeit.de 18. April 2014: Wie Putin den Westen austrickste (Die 'Genfer Erklärung' impliziert, dass die Krim nicht mehr zur Ukraine gehört. Der Westen lässt Russland wieder einmal gewähren)